# Station Dreye
Station Dreye (Bahnhof Dreye) is een spoorwegstation in de Duitse plaats Dreye, in de deelstaat Nedersaksen. Het station ligt aan de spoorlijn Wanne-Eickel - Hamburg. Op het station stoppen alleen Regio-S-Bahn van Bremen en Nedersaksen. Het station telt twee perronsporen.

## Treinverbindingen
De volgende treinserie doet station Dreye aan:
| Serie | Treinsoort                  | Route                                                                                        | Bijzonderheden                       |
| ----- | --------------------------- | -------------------------------------------------------------------------------------------- | ------------------------------------ |
| S2    | Regio-S-Bahn (NordWestBahn) | Bremerhaven-Lehe – Bremerhaven Hbf – Osterholz-Scharmbeck – Bremen Hbf – Dreye – Twistringen | Versterkingstreinen tijdens de spits |